# Marcello Grottesi
Marcello Grottesi (* 8. März 1939 in Rom) ist ein italienischer Maler und Filmschaffender.

## Leben
Grottesi hatte früh Kontakt zur italienischen Filmszene, lebte einige Zeit in Nizza und hatte als Künstler 1965 seine erste Ausstellung in Rom. Dort untersuchte er mit befreundeten Künstlern auch zahlreiche Formen darstellender Kunst: Malerei, Bildhauerei, Fotografie, Kino und Theater. 1968 entstand der Kurzfilm „Zoomtrack“ über die Künstlergruppe, die sich 1969 auflöste.
1968 und 1971 entstanden zwei Spielfilme mit stark experimentellem Charakter unter Grottesis Regie, die in Cannes und beim Filmfest Mannheim gezeigt wurden. Der als zweites erschienene Il gesto erhielt 1972 den „Titano d'Oro“. Zahlreiche Kurzfilme folgten.
Grottesi konnte 1976 in Venedig ausstellen, im Jahr darauf und öfters erneut in Rom, wo er bis 2010 immer wieder in Galerien und Museen seine Werke präsentieren konnte. In den 1990er Jahren fand eine Reihe von Ausstellungen in Deutschland statt, wo er drei Jahre lang lebte. 2006 präsentierte er seine Erinnerungen in Buchform.

## Filmografie
- 1968: Time
- 1971: Il gesto

## Veröffentlichung
- 2006: Vita e arte sul filo della memoria[3]